# Variação temporal das constantes fundamentais
A variação temporal das constantes fundamentais é uma manifestação da violação do Princípio de Equivalência de Einstein, exigido por teorias unindo a gravitação com as interações forte e eletrofraca.
O termo constante física expressa a noção de uma quantidade física sujeita a medição experimental que é independente do tempo ou local do experimento. A constância (imutabilidade) de qualquer "constante física" é, portanto, sujeita a verificação experimental.
Em um contexto mais filosófico, a conclusão de que essas quantidades são constantes levanta a questão de por que elas têm o valor específico que elas fazem no que parece ser um "universo afinado", enquanto serem variáveis significariam que seus valores conhecidos são meramente um acidente do tempo atual em que nós os medimos.